# مارسل دوامل
مارسل دوامل (فرانسوی: Marcel Duhamel‎؛ ۱۶ ژوئیهٔ ۱۹۰۰ – ۶ مارس ۱۹۷۷) هنرپیشه، ناشر، مترجم، و فیلم‌نامه‌نویس طرفدار جنبش هنری فراواقع‌گرایی اهل فرانسه بود.
از فیلم‌ها یا برنامه‌های تلویزیونی که وی در آن نقش داشته‌است می‌توان به جرم موسیو لانگه، آب‌سنگ‌های مرجانی اشاره کرد.